# Ladislau Lovrenschi
Ladislau Lovrenschi (* 21. Juni 1932 in Timișoara; † 2011) war ein rumänischer Steuermann im Rudern, der 1972 Olympiadritter im Zweier mit Steuermann und 1988 Olympiazweiter im Vierer mit Steuermann war. 

## Sportliche Karriere
Der 1,58 m große Ladislau Lovrenschi gewann seine erste internationale Medaille bei den Europameisterschaften 1967 in Vichy. Der rumänische Vierer mit Steuermann in der Besetzung Reinhold Batschi, Petre Ceapura, Emanoil Stratan, Ștefan Tudor und Ladislau Lovrenschi erhielt die Bronzemedaille hinter den Booten aus der UdSSR und aus der DDR. Bei den Olympischen Spielen 1968 in Mexiko-Stadt belegte er den neunten Platz im Zweier und den siebten Platz im Vierer.
Zusammen mit Petre Ceapura und Ștefan Tudor siegte Lovrenschi bei den Weltmeisterschaften 1970 in St. Catharines, Kanada vor den Booten aus der DDR und aus der Sowjetunion. Ceapura, Tudor und Lovrenschi erreichten bei den Olympischen Spielen 1972 in München das Finale und gewannen die Bronzemedaille hinter den Booten aus der DDR und aus der Tschechoslowakei. Bei den Weltmeisterschaften 1975 in Nottingham belegte Loovrenschi mit dem Zweier den neunten und mit dem Vierer den sechsten Platz. 
1977 bei den Weltmeisterschaften 1977 in Amsterdam belegten Petre Ceapura, Gabriel Bularda und Lovrenschi den fünften Platz im Zweier. Zwei Jahre später erreichten die drei Rumänen bei den Weltmeisterschaften 1979 in Bled ebenfalls den fünften Platz. 1980 verpassten Ceapura, Bularda und Lourenschi als Vierte der Olympischen Spiele in Moskau um etwas über zwei Sekunden eine Medaille.
1988 steuerte Lovrenschi bei den Olympischen Spielen 1988 in Seoul wie 20 Jahre zuvor in Mexiko-Stadt sowohl den Zweier als auch den Vierer. Der Vierer mit Dimitrie Popescu, Ioan Șnep, Valentin Robu, Vasile Tomoiagă und Lovrenschi gewann die Silbermedaille hinter dem Vierer mit Steuermann aus der DDR. Tags darauf belegten Popescu, Tomoiagă und Lovrenschi den vierten Platz im Zweier mit 0,65 Sekunden Rückstand auf die drittplatzierten Briten.